# Telmatobius espadai
Telmatobius espadai är en groddjursart som beskrevs av De la Riva 2005. Telmatobius espadai ingår i släktet Telmatobius och familjen Ceratophryidae. IUCN kategoriserar arten globalt som akut hotad. Inga underarter finns listade i Catalogue of Life.